# Шоколад (рекламный фильм, 1972)
«Шоколад» — первый рекламный ролик объединения рекламных фильмов Ленинградской студии документальных фильмов, снятый в 1972 году по сценарию Никиты Михалкова.

## Сюжет
Фабула рекламы обыгрывает желание мамы девочки-героини прекратить неудачные упражнения дочери в пении. Это удаётся лишь после угощения дочки вкусным шоколадом заказчика рекламы.
Как сказано в аннотации к фильму, это «одноминутная киношутка». 

## Отзывы

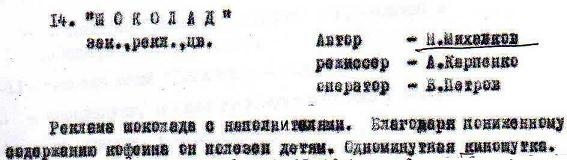
Аннотация к фильму в годовом отчете киностудии о проделанной работе

Как вспоминал об этом фильме Сергей Бондарчик, художественный руководитель объединения рекламных фильмов Ленинградской студии Кинохроники:
Первый рекламный ролик сняли в Ленинграде аккурат 1 апреля 1972 года. Гражданам Страны Советов предлагали отведать только появившийся воздушный шоколад. Сценарий этой рекламы писал сам Никита Михалков. За что и получил 200 рублей.